# T-Pain
T-Pain, właściwie Faheem Rasheed Najm (ur. 30 września 1985) – amerykański wykonawca muzyki hip-hop i R&B, producent muzyczny. Wydał trzy albumy solowe.
Jest znany jako pionier efektu muzycznego Auto-tune, z którego obecnie korzystają m.in. Lil Wayne, Kanye West czy Snoop Dogg. T-Pain znany jest również ze swej ekstrawagancji, która polega na noszeniu oryginalnych kapeluszy, przypominających kształtem cylindry, które jak sam zdradził, robione są na specjalne zamówienie w Londynie. T-Pain dodał, że ma w kolekcji około 300 takich kapeluszy. Jego najnowsza płyta, Thr33 Ringz, jest w całości wyprodukowana przez samego T-Paina. Na krążku pojawili się gościnnie Lil Wayne, Kanye West, Ludacris i Rick Ross.
W 2008 roku otrzymał również wraz z Kanye Westem Statuetkę Grammy za utwór „The Good Life” z albumu Westa Graduation.

## Dyskografia

### Albumy studyjne
| Rok  | Tytuł                | Sprzedaż      | Single |
| ---- | -------------------- | ------------- | --- |
| 2005 | Rappa Ternt Sanga    | 800 000       | - I'm Sprung (2005) - I'm n Luv (Wit A Stripper) (feat. Mike Jones) (2006) - Studio Luv (2006)                               |
| 2007 | Epiphany             | 830 000 (USA) | - Buy U a Drank (Shawty Snappin') (feat. Yung Joc) (2007) - Bartender (feat. Akon) (2007) - Church (2007)                    |
| 2008 | Thr33 Ringz          | 700 000 (USA) | - Can't Believe It (feat. Lil’ Wayne) (2008) - Chopped & Skrewed (feat. Ludacris) (2008) - Freeze (feat. Chris Brown) (2008) |
| 2011 | Revolver             | 110 000 (USA) | - Reverse Cowgirl (2010) - Kiss Her (2010) Single promowały album, ale ostatecznie nie zostały na nim użyte.                 |
| 2017 | Oblivion             |               | |
| 2019 | 1UP                  |               | |
| 2023 | On Top of the Covers |               | |

### Mixtape’y
- No Love Without Pain (2005)
- Back at It (2006)
- Here Comes the Pain (2007)
- The Midas Touch Man (2008)
- Pr33 Ringz (2008)
- The T-Wayne Show (wspólnie z Lil Wayne) (2008)
- T-Train (2009)
- T-Pain presents The Nappy Boy All Stars Mixtape Volume 1 (2009/2010)
- Stoic (2013)

### Z gościnnym udziałem
| Rok  | Artysta                             | Tytuł                           |
| ---- | ----------------------------------- | ------------------------------- |
| 2006 | J-Shin                              | Send Me An Email                |
| 2006 | E-40                                | U and Dat                       |
| 2007 | DJ Unk                              | 2 Step (Remix)                  |
| 2007 | R. Kelly                            | I'm A Flirt                     |
| 2007 | Bow Wow                             | Outta My System                 |
| 2007 | Plies                               | Shawty                          |
| 2007 | Fabolous                            | Baby Don’t Go                   |
| 2007 | Baby Bash                           | Cyclone                         |
| 2007 | DJ Khaled                           | I'm So Hood                     |
| 2007 | Chris Brown                         | Kiss Kiss                       |
| 2007 | Kanye West                          | Good Life                       |
| 2007 | Flo Rida                            | Low                             |
| 2007 | Dolla                               | Who The Fuck Is That?           |
| 2008 | Dolla                               | Who The Fuck Is That?           |
| 2008 | Lil’ Mama                           | Shawty Get Loose                |
| 2008 | Lil’ Mama                           | What It Is (Strike A Pose)      |
| 2008 | Akon                                | I Can't Wait                    |
| 2008 | Rusłana                             | Moon of Dreams                  |
| 2008 | Rick Ross                           | The Boss                        |
| 2008 | 2 Pistols                           | She Got It                      |
| 2008 | Ace hood                            | Cash Flow                       |
| 2008 | Lil Wayne                           | Got Money                       |
| 2008 | Ciara                               | Go Girl                         |
| 2008 | Charlie Wilson                      | Supa Sexy                       |
| 2008 | Mike Jones                          | Cuddy Buddy                     |
| 2008 | Tay Dizm                            | Beam Me Up                      |
| 2008 | DJ Khaled                           | Go Hard                         |
| 2008 | Ludacris                            | One More Drink                  |
| 2009 | Jamie Foxx                          | Blame It                        |
| 2009 | The Lonely Island                   | I'm On A Boat                   |
| 2009 | Busta Rhymes                        | Hustler’s Anthem '09            |
| 2009 | DJ Felli Fel                        | Feel It                         |
| 2009 | Maino                               | All The Above                   |
| 2009 | Lil’ Kim                            | Download                        |
| 2009 | Glasses Malone                      | Sun Come Up                     |
| 2009 | Ace Hood                            | Overtime                        |
| 2009 | Rick Ross                           | Maybach Music 2                 |
| 2009 | C-Ride                              | Money Round Here                |
| 2009 | Jesse McCartney                     | Body Language (Remix)           |
| 2009 | Wisin & Yandel                      | Imaginate                       |
| 2010 | DJ Khaled                           | All I Do So Win                 |
| 2010 | Noel „Detail” Fisher                | Tattoo Girl (Foreva)            |
| 2010 | Bun B                               | Trillionaire                    |
| 2010 | Roscoe Dash                         | My Own Step                     |
| 2010 | Pitbull                             | Hey Baby (Drop It To The Floor) |
| 2010 | Nelly                               | Move That Body                  |
| 2010 | Wisin & Yandel                      | No Dejemos Que Se Apague        |
| 2010 | Wiz Khalifa                         | Black And Yellow (G-Mix)        |
| 2011 | DJ Khaled                           | Welcome To My Hood              |
| 2011 | Snoop Dogg                          | Boom                            |
| 2011 | Benny Benassi                       | Electroman                      |
| 2011 | J Randal                            | Can't Sleep                     |
| 2011 | Birdman                             | I Get Money                     |
| 2011 | Pitbull (feat. Ludacris, Sean Paul) | Shake Señora                    |
| 2011 | J-Doe                               | Coke, Dope, Crack, Smack        |
| 2012 | Koda Kumi                           | V.I.P                           |
| 2014 | Arash                               | „Sex Love Rock n Roll (SLR)”    |